# Los Pérez
Los Pérez es una caldera volcánica situado en el municipio de Cartagena, en la Región de Murcia. Se sitúa al E del Cabezo Negro de Tallante, al O del pueblo de San Isidro (Murcia), y al S de los Cabezos del Pericón y Sierra de los Victorias. Es una caldera casi apreciable por aire, donde se puede ver su huella todavía. Sus coordenadas son:  37.654989°  -1.137899°